# 埃爾羅伊 (北卡羅萊納州)
埃爾羅伊（英語：Elroy）是位於美國北卡羅萊納州韋恩縣的普查規定居民點。

## 人口
根據2020年美國人口普查的數據，埃爾羅伊的面積為16.93平方千米，皆為陸地。當地共有人口3755人，而人口密度為每平方千米221.8人。